# Neverland (miniserie)
Neverland es una miniserie de Reino Unido, que gira en torno al personaje Peter Pan y su vida antes de ser un mágico joven. Sus géneros son fantasía y aventura. Su primera emisión fue el 4 de diciembre de 2011 y su última emisión el 5 de diciembre de 2011. Protagonizada por Rhys Ifans, Anna Fiel, Q'orianka Kilcher y Charlie Rowe. 

## Resumen
Criado en las calles de Londres, el huérfano Peter y sus amigos sobreviven a esta vida. Ahora, han sido detenidos por su mentor, Jimmy Hook para arrebatar un valor incalculable, que algunos creen, el tesoro mágico que los transporta a otro mundo. Neverland es un reino de selvas blancas y misterios legendarios de la eterna juventud, donde los amigos y enemigos desconocidos dan la bienvenida a nuevos compañeros con tanto entusiasmo y temor. Estos grupos incluyen una banda de piratas del siglo XVIII dirigido por la malvada Elizabeth Bonny y la tribu nativa americana conducida por un hombre santo, que ha protegido el secreto de los espíritus de los árboles de Bonny y su banda para las edades, y por eso hay una guerra entre las 2 bandas. Pero a medida que recurre la lucha para salvar este mundo extraño y hermoso convierte en vital, Hook, Peter, y los chicos consideran que envejecer en algún lugar en el tiempo podría ser menos importante que crecer, aquí en su nuevo hogar llamado Neverland.

## Reparto
- Rhys Ifans - James Hook
- Anna Friel - Capitán Elizabeth Bonny
- Charles Dance - Profesor Fludd
- Q'orianka Kilcher - Aaya
- Charlie Rowe - Peter
- Bob Hoskins - Smee
- Keira Knightley - Tinker Bell/Campanita (Voz)
- Raoul Trujillo - Holy Man
- George Aguilar - Kaw Chief